# Steinsperling

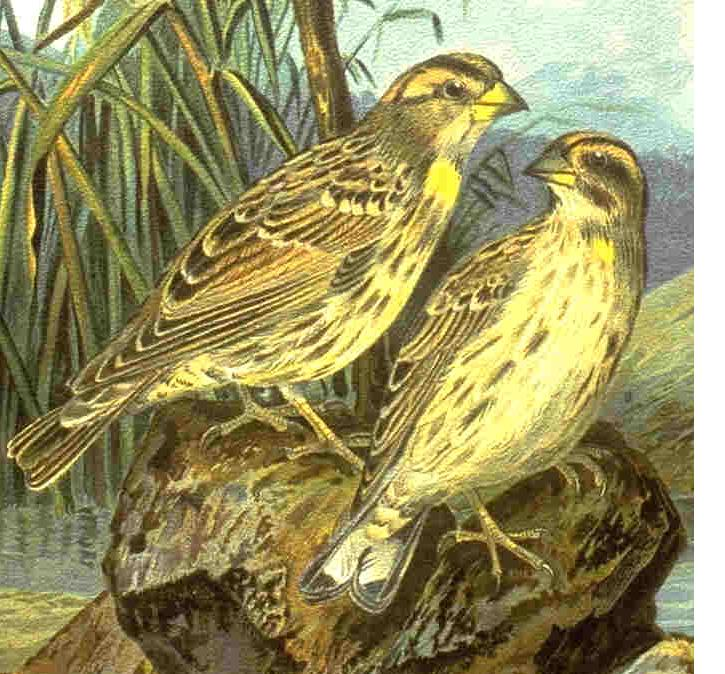
Steinsperlinge

Der Steinsperling (Petronia petronia) ist eine Vogelart aus der Familie der Sperlinge. Er kommt im Süden Eurasiens sowie im Norden Afrikas vor.
Es handelt sich um einen kompakt gebauten Sperling mit einem im Verhältnis zum Körper großen Kopf und einem kräftigen Schnabel. Er unterscheidet sich von den Weibchen des Haussperlings und des Weidensperlings durch den gestreiften Kopf und den Schwanz, der in einer kurzen, weißen Spitze endet. Auch die Brust sowie die Flanken sind gestreift, jedoch ist dieses Merkmal besonders bei Feldbeobachtungen häufig nicht deutlich erkennbar. Der Steinsperling weist außerdem gewöhnlich an der unteren Kehle einen gelben Fleck auf. Dieser ist jedoch kurz vor der Mauser bei einigen Individuen nicht mehr auszumachen und fehlt bei noch nicht geschlechtsreifen Vögeln.
Die IUCN stuft den Steinsperling als nicht gefährdet (least concern) ein. Er ist nach momentaner Systematik (2019) der einzige Vertreter der Gattung Petronia.

## Aussehen
Der Steinsperling erreicht eine Körperlänge von 14,0 bis 15,5 Zentimetern. Es besteht kein auffälliger Sexualdimorphismus, allerdings ist bei den Weibchen der gelbe Kehlfleck gewöhnlich etwas kleiner und etwas blasser.
Steinsperlinge weisen in der Mitte der Kopfoberseite einen graubraunen Streifen auf, der am Schnabelende beginnt, über die Stirn verläuft, sich am Oberkopf etwas verbreitert und im Nacken ausläuft. Über dem Auge verläuft an jeder Kopfseite ein dunkelbrauner Streif, der gleichfalls im Nacken endet. Die Wangen, die Ohrdecken und die Nackenseiten sind hell graubraun. Der Nacken ist graubraun, der Mantel ist graubraun und dunkelbraun gestreift. Der Rücken, der Bürzel und die Oberschwanzdecken sind graubraun. Die Steuerfedern sind gleichfalls graubraun und weisen am Ende der Innenfahne jeweils einen kleinen weißen Fleck auf, der bei den mittleren Steuerfedern am größten ist.
Das Kinn und die Zone bis zur Mitte der oberen Kehle sind blass graubraun. In der Mitte des unteren Kehlbereichs findet sich ein zitronengelber Fleck. Die übrige Körperoberseite ist blass graubraun, die Brust und die Flanken weisen unscharf graubraune Streifen auf. Der Schnabel ist auf der Oberseite braun, die Schnabelunterseite ist gelblich mit einer dunkelbraunen Spitze. Die Augen sind blass graubraun. Die Beine sind hell fleischfarben bis hell hornfarben.
Früher wurden die Arten der Gattung Gymnoris ebenfalls in die Gattung der Steinsperlinge (Petronia) eingeordnet, da auch diese einen gelben Kehlfleck besitzt. Molekulargenetische Untersuchungen weisen darauf hin, dass es sich dabei um eine rein äußerliche Ähnlichkeit handelt.

## Verbreitung
Steinsperlinge kommen auf Madeira, auf den Kanarischen Inseln, in Südeuropa sowie vom Nordwesten Afrikas in östlicher Richtung über den Nahen Osten und den Aralsee bis zum Nordwesten Indiens, dem Westen der Mongolei, dem Westen der Mandschurei und dem Norden von Sechuan vor. Als Irrgast erreichen sie gelegentlich Großbritannien, Polen, die Azoren, Malta, Zypern und Israel.
Der Steinsperling ist mittlerweile in Mitteleuropa ausgestorben und in seiner derzeitigen europäischen Verbreitung auf Südeuropa beschränkt. Die letzten mitteleuropäischen Brutvorkommen erloschen in der ersten Hälfte des 20. Jahrhunderts, ein Wiederansiedlungsversuch in Rheinland-Pfalz in den Jahren 1959 und 1960 scheiterte. Irrgäste erreichen jedoch gelegentlich noch Polen. Als Ursache des Verschwindens des Steinsperlings gelten neben menschlicher Nachstellung und einer zunehmenden Nistplatzkonkurrenz mit Star und Haussperling auch kühlere, feuchtere Sommer. Die prognostizierte Klimaerwärmung führte bisher nicht zu einer Wiederbesiedlung der vormaligen mitteleuropäischen Brutgebiete. Es wird aber erwartet, dass bis zum Ende des 21. Jahrhunderts der Steinsperling wieder an der niederländischen und belgischen Küste brütet.

## Lebensraum
Die Steinsperlinge leben vorwiegend in baumlosen Hügellandschaften mit spärlichem Grasbewuchs und Felsen und Erdabbrüchen sowie Felsenklippen. Sie besiedeln außerdem Dörfer mit alten Bauten, Ruinen, nicht mehr bewohnte Gebäude, Brunnenanlagen und Steinmauern, alpine Matten, strauchbestandene Uferregionen sowie offene Waldränder, sofern diese Bäume mit Baumhöhlen aufweisen.

## Lebensweise
Steinsperlinge sind außerhalb der Fortpflanzungszeit sozial lebende Vögel, die kleine Schwärme von 30 bis 50 Individuen bilden. Eher selten sind auch Schwärme mit bis zu 100 oder 200 Individuen zu beobachten. Im Winterhalbjahr sind sie häufig auch mit Haussperlingen und Ammern vergesellschaftet.
Steinsperlinge ernähren sich ganzjährig von Samen, im Frühjahr auch von Wirbellosen und im Herbst von Beeren. Ihre Nahrung finden sie fast ausschließlich am Boden.

## Fortpflanzung

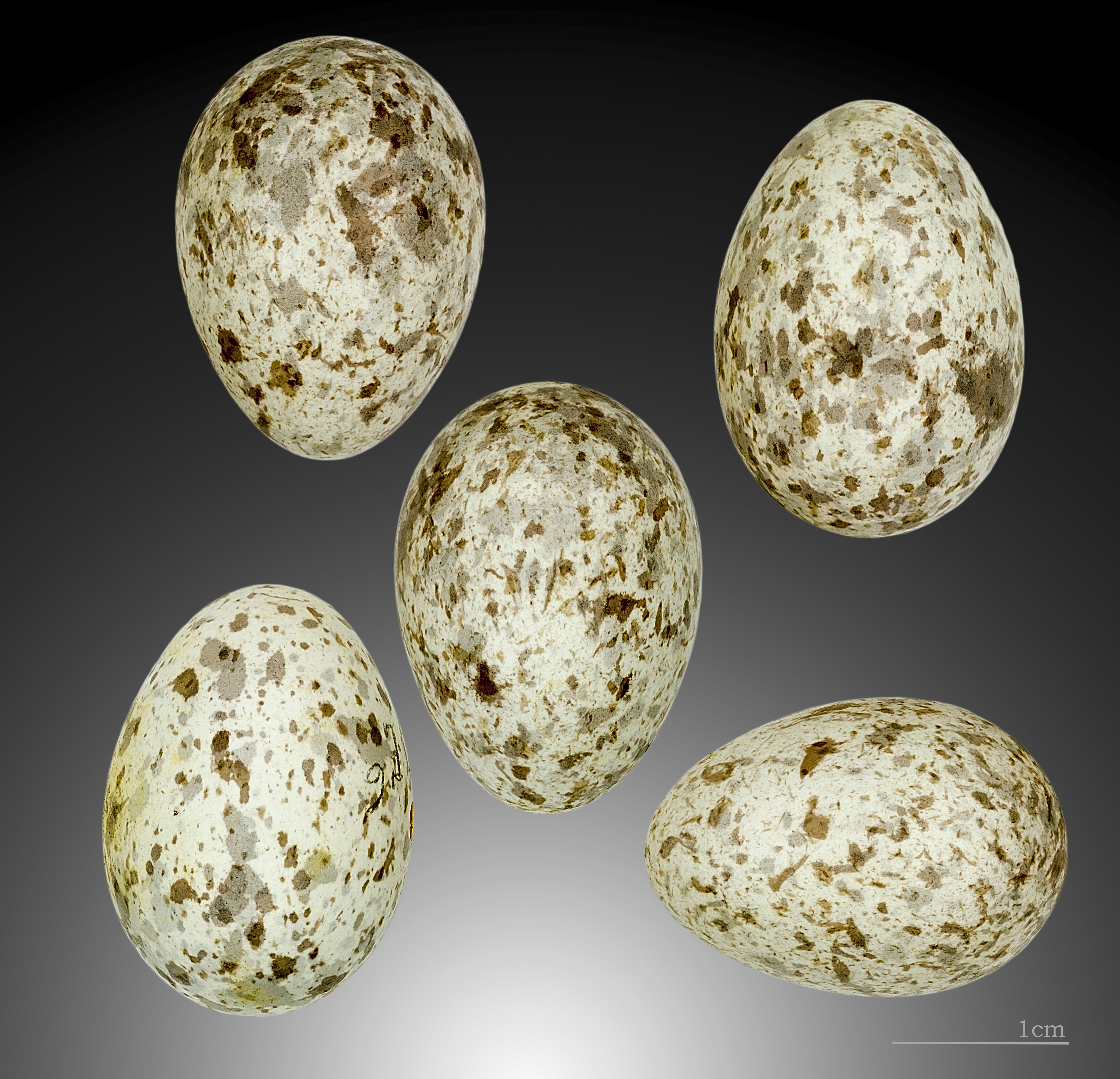
Gelege eines Steinsperlings

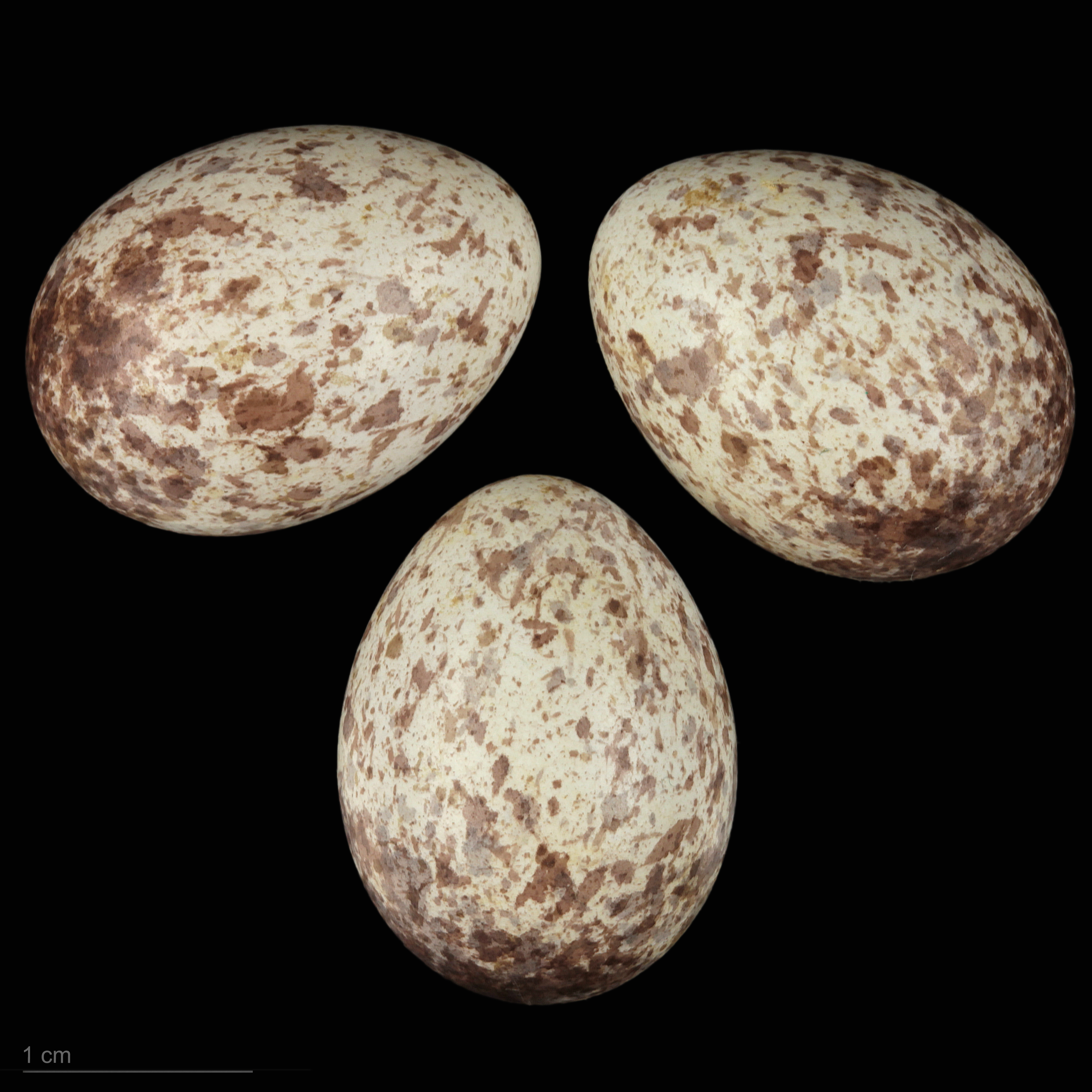
Petronia petronia barbara, Sammlung Museum von Toulouse

Diese Sperlingsart gehört zu den Höhlenbrütern und bevorzugt Mauerlöcher, Mehlschwalbennester, Erdlöcher und manchmal auch hohle Bäume. Gewöhnlich brütet der Steinsperling in kleinen, lockeren Kolonien, seltener auch einzelgängerisch. Er geht sowohl monogame als auch polygyne Beziehungen ein. Bei letzteren nisten zwei bis drei Weibchen in unmittelbarer Nähe zueinander. Die Nester unterschiedlicher Paare sind meist 10 bis 15 Meter voneinander entfernt. Das Männchen verhält sich territorial und verteidigt die unmittelbare Nistumgebung. Meist ziehen Steinsperlinge zwei Bruten im Jahr groß.
Das Gelege umfasst zwischen vier und acht Eier. Diese weisen eine glatte, glänzende Oberfläche auf. Die Eierschalen sind schmutzig weiß mit dunkelgrauen, rotbraunen und schwarzbraunen Flecken und Kleckseln. Es brütet vermutlich ausschließlich das Weibchen. Die Nestlinge werden von beiden Elternvögeln versorgt. Die Nestlingszeit beträgt maximal 21 Tage, die meisten Nestlinge werden an ihrem 18. oder 19. Lebenstag flügge.